# Nicolas Eekman
Nicolas Mathieu Eekman o Nikolaas Mathijs Eekman (Bruselas, 9 de agosto de 1889 - París, 13 de noviembre de 1973), fue un pintor figurativo nacido en Bélgica de padres neerlandés, conocido también en Francia y en los Países Bajos como Nico Eekman o Nik Eekman, y también con el seudónimo de "Ekma".
Fue también dibujante, grabador, acuarelista e ilustrador.
Entre los libros ilustrados figuran "Los destinos" de Alfred de Vigny (1933), "Cuentos de un bebedor de cerveza" de Charles Deulin (1945), "Tyl Ulenspiegel" de Charles de Coster (1946), "L'Ane culotte" de Henri Bosco (1950).
Tres grandes períodos caracterizan su obra: expresionista, entre 1914 y el fin de la década de 1920, luego flamenco-realista hasta principios de 1950, y, por último, fantástico.

## Biografía
Nicolás Eekman nació en Bruselas, en la misma casa donde Victor Hugo comenzó a escribir “Los Miserables”, durante su exilio.
A los 18 años dio su primera conferencia en Bruselas, dedicada a "Van Gogh, el desconocido", que en 1907 era todavía un pintor casi ignorado por el público en general. En 1912, visita la primera exposición de Van Gogh en Colonia, una experiencia que sería decisiva.
Después de obtener su diploma de arquitecto en la Academia de Bellas Artes de Bruselas, fue invitado por su amigo pastor Bart De Ligt a permanecer durante la Primera Guerra Mundial en el presbiterio del templo de la iglesia reformista de Nuenen, en los Países Bajos. Treinta años antes, había vivido allí la familia Van Gogh, y allí había pintado Vincent "Los comedores de patatas".
Las exposiciones de Eekman se sucederían en el país hasta el final de la guerra, y son numerosas las adquisiciones por parte de los principales museos y coleccionistas de los Países Bajos, sobre todo por Helene Kröller-Müller.
Eekman se trasladó a París en 1921 y continuó exponiendo en Francia y en el extranjero. Frecuentó la compañía de los artistas neerlandeses que vivían en París, como Fred Klein, Piet Mondrian, César Domela, Georges Vantongerloo y Frans Masereel. Entabló una amistad con la galerista Jeanne Bucher, que expondría obras suyas junto a otras de Mondrian en 1928: fue la única vez que Mondrian exhibiría sus pinturas en París. Estos dos hombres que la visión del arte separa, Mondrian, promotor del arte abstracto, y Eekman, figurativo convencido, permanecerían unidos por una sólida amistad durante toda la vida.
En la década de 1930, Eekman participó periódicamente en exposiciones colectivas, sobre todo en los Estados Unidos, mientras que sus exposiciones personales se organizaban por toda Europa.
Durante el período de entreguerras, Eekman formó parte de la vida artística de París, en el barrio de Montparnasse, donde frecuentaba la compañía de Jean Lurçat, Louis Marcoussis, André Lhote, Max Jacob, Moïse Kisling, Marc Chagall, Picasso, Dalí, Armand Nakache, Paul Signac, Jacques Lipchitz, Fernand Léger, Edouard Goerg, Geiger, Max Ernst, etc.
En la Exposición Internacional de París de 1937, Eekman obtuvo la medalla de oro por su pintura "La pelote bleue" ("La pelota azul"), adquirida por el estado para el Museo de Jeu de Paume.
Al comienzo de la Segunda Guerra Mundial, fue buscado por los nazis, y encontró refugio en San Juan de Luz, en el suroeste de Francia, donde firmaría su obra provisoriamente con el seudónimo "Ekma".
En 1944, el Palacio de Bellas Artes de Bruselas organizó una exposición muy importante de Eekman, y a ella asistió la Reina Elisabeth de Bélgica.
En los años 1950 y 1960, las exposiciones continuaron a un ritmo constante en Francia, Bélgica, los Países Bajos y Suiza. En la Exposición Internacional de Deauville de 1956, Eekman recibió el Premio del desnudo.
En 1961, el profesor H. Griffon le encargó un mural grande sobre el tema de las plantas medicinales en el mundo. Este trabajo fue realizado para la farmacia del Aeropuerto de París-Orly.
Poco después de una gran retrospectiva en la galería Reflets (Reflejos) de Bruselas, Nicolás Eekman falleció en París el 13 de noviembre de 1973, y fue enterrado en el cementerio de Ivry, cerca de París.
Con el impulso de su hija Luce, fue creada en 1989 la asociación "Le Sillon Nicolas Eekman" (El Surco Nicolas Eekman), que está dedicada a perpetuar la memoria y la obra del pintor a través de la elaboración de un catálogo y de la organización de exposiciones en Francia, Bélgica y los Países Bajos.